# المپیک تابستانی ۲۰۰۰
بازی‌های المپیک تابستانی ۲۰۰۰ (در انگلیسی: Games of the XXVII Olympiad) که به‌طور رسمی با نام «بازی‌های المپیاد بیست و هفتم» و همچنین «بازی‌های هزاره» شناخته می‌شود، از ۱۵ سپتامبر تا ۱ اکتبر ۲۰۰۰ میلادی در شهر سیدنی در کشور استرالیا و با حضور ۱۰٬۶۵۱ ورزشکار زن و مرد از ۱۹۹ کشور جهان و در ۲۸ رشته ورزشی برگزار شد.

## انتخاب میزبان
| نتایج انتخاب میزبان بازی‌های المپیک تابستانی ۲۰۰۰ | نتایج انتخاب میزبان بازی‌های المپیک تابستانی ۲۰۰۰ | نتایج انتخاب میزبان بازی‌های المپیک تابستانی ۲۰۰۰ | نتایج انتخاب میزبان بازی‌های المپیک تابستانی ۲۰۰۰ | نتایج انتخاب میزبان بازی‌های المپیک تابستانی ۲۰۰۰ | نتایج انتخاب میزبان بازی‌های المپیک تابستانی ۲۰۰۰ | نتایج انتخاب میزبان بازی‌های المپیک تابستانی ۲۰۰۰ |
| ------------------------------------------------ | ------------------------------------------------ | ------------------------------------------------ | ------------------------------------------------ | ------------------------------------------------ | ------------------------------------------------ | ------------------------------------------------ |
| شهر                                              | میزبان                                           | مرحله ۱                                          | مرحله ۲                                          | مرحله ۳                                          | مرحله ۴                                          |                                                  |
| سیدنی                                            | استرالیا                                         | ۳۰                                               | ۳۰                                               | ۳۷                                               | ۴۵                                               |                                                  |
| پکن                                              | چین                                              | ۳۲                                               | ۳۷                                               | ۴۰                                               | ۴۳                                               |                                                  |
| منچستر                                           | بریتانیای کبیر                                   | ۱۱                                               | ۱۳                                               | ۱۱                                               | —                                                |                                                  |
| برلین                                            | آلمان                                            | ۹                                                | ۹                                                | —                                                | —                                                |                                                  |
| استانبول                                         | ترکیه                                            | ۷                                                | —                                                | —                                                | —                                                |                                                  |

## ورزش‌ها
۳۰۰ رویداد در ۲۸ رشته ورزشی در بازی‌های المپیک تابستانی ۲۰۰۰ انجام شده‌است.
| - ورزش‌های آبی - شیرجه (۸) - شنا (۳۲) - شنای موزون (۲) - واترپلو (۲) - تیراندازی با کمان (۴) - دو و میدانی (۴۶) - بدمینتون (۵) - بیسبال (۱) - بسکتبال (۲) - بوکس (۱۲) | - قایقرانی - اسپرینت (۱۲) - اسلالوم (۴) - دوچرخه‌سواری - جاده (۴) - پیست (۱۲) - کوهستان (۲) - سوارکاری - درساژ (۲) - اونتینگ (۲) - پرش (۲) - شمشیربازی (۱۰) | - هاکی روی چمن (۲) - فوتبال (۲) - ژیمناستیک - هنری (۱۴) - ریتمیک (۲) - ترامپولین (۲) - هندبال (۲) - جودو (۱۴) - پنج‌گانه مدرن (۲) - روئینگ (۱۴) - قایقرانی بادبانی (۱۱) - تیراندازی (۱۷) | - سافتبال (۱) - تنیس روی میز (۴) - تکواندو (۸) - تنیس (۴) - ورزش سه‌گانه (۲) - والیبال - والیبال سالنی (۲) - والیبال ساحلی (۲) - وزنه‌برداری (۱۵) - کشتی - آزاد (۸) - فرنگی (۸) |

## کشورهای شرکت‌کننده
| - آلبانی (۵) - الجزایر (۴۷) - ساموآی آمریکا (۵) - آندورا (۵) - آنگولا (۳۰) - آنتیگوآ و باربودا (۳) - آرژانتین (۱۴۳) - ارمنستان (۲۵) - آروبا (۵) - استرالیا (۶۳۲) (میزبان) - اتریش (۹۲) - جمهوری آذربایجان (۲۹) - باهاما (۲۵) - بحرین (۴) - بنگلادش (۴) - باربادوس (۱۸) - بلاروس (۱۳۹) - بلژیک (۶۸) - بلیز (۲) - بنین (۴) - برمودا (۶) - بوتان (۲) - بولیوی (۵) - بوسنی و هرزگوین (۹) - بوتسوانا (۷) - برزیل (۲۰۵) - جزایر ویرجین بریتانیا (۱) - برونئی (۱) - بلغارستان (۹۱) - بورکینافاسو (۲) - بوروندی (۶) - کامبوج (۴) - کامرون (۳۴) - کانادا (۲۹۴) - کیپ ورد (۲) - جزایر کیمن (۳) - جمهوری آفریقای مرکزی (۳) - چاد (۲) - شیلی (۵۰) - چین (۲۷۱) - کلمبیا (۴۴) - کومور (۲) - جمهوری دموکراتیک کنگو (۳) - جمهوری کنگو (۴) - جزایر کوک (۳) - کاستاریکا (۷) - کرواسی (۸۸) - کوبا (۲۲۹) - قبرس (۲۲) - جمهوری چک (۱۱۹) - دانمارک (۹۷) - جیبوتی (۲) - دومینیکا (۴) - جمهوری دومینیکن (۱۳) - اکوادور (۱۰) - مصر (۸۹) - السالوادور (۸) - گینه استوایی (۴) - اریتره (۳) - استونی (۳۳) - اتیوپی (۲۶) - فیجی (۷) - فنلاند (۷۰) - فرانسه (۳۳۶) - گابن (۵) - گامبیا (۲) - گرجستان (۳۶) - آلمان (۴۲۲) - غنا (۲۲) - بریتانیای کبیر (۳۳۲) - یونان (۱۴۰) - گرنادا (۳) - گوآم (۷) - گواتمالا (۱۵) - گینه (۶) - گینه بیسائو (۳) - گویان (۴) - هائیتی (۵) - هندوراس (۲۰) - هنگ کنگ (۳۱) - مجارستان (۱۷۸) - ایسلند (۱۸) - هند (۶۵) - اندونزی (۴۷) - ایران (۳۵) - عراق (۴) - ایرلند (۶۴) - اسرائیل (۳۹) - ایتالیا (۳۶۱) - ساحل عاج (۱۴) - جامائیکا (۴۸) - ژاپن (۲۶۶) - اردن (۸) - قزاقستان (۱۳۰) - کنیا (۵۶) - کره شمالی (۳۱) - کره جنوبی (۲۸۱) - کویت (۲۹) - قرقیزستان (۱۸) - لائوس (۳) - لتونی (۴۵) - لبنان (۶) - لسوتو (۶) - لیبریا (۸) - لیبی (۳) - لیختن‌اشتاین (۲) - لیتوانی (۶۱) - لوکزامبورگ (۷) - مقدونیه (۸) - ماداگاسکار (۱۱) - مالاوی (۲) - مالزی (۴۰) - مالدیو (۴) - مالی (۵) - مالت (۷) - موریتانی (۲) - موریس (۲۰) - مکزیک (۷۸) - ایالات فدرال میکرونزی (۵) - مولداوی (۳۴) - موناکو (۴) - مغولستان (۲۰) - مراکش (۵۵) - موزامبیک (۵) - میانمار (۷) - نامیبیا (۱۲) - نائورو (۲) - نپال (۵) - هلند (۲۴۳) - آنتیل هلند (۷) - نیوزیلند (۱۵۱) - نیکاراگوئه (۶) - نیجر (۴) - نیجریه (۸۳) - نروژ (۹۵) - عمان (۶) - پاکستان (۲۶) - پالائو (۵) - فلسطین (۲) - پاناما (۶) - پاپوآ گینه نو (۵) - پاراگوئه (۵) - پرو (۲۱) - فیلیپین (۲۱) - لهستان (۱۸۷) - پرتغال (۶۲) - پورتوریکو (۲۹) - قطر (۱۷) - رومانی (۱۴۵) - روسیه (۴۳۵) - رواندا (۵) - سنت کیتس و نویس (۲) - سنت لوسیا (۵) - سنت وینسنت و گرنادین‌ها (۴) - ساموآ (۵) - سان مارینو (۴) - سائوتومه و پرنسیپ (۲) - عربستان سعودی (۷۷) - سنگال (۲۶) - سیشل (۹) - سیرالئون (۳) - سنگاپور (۱۴) - اسلواکی (۱۱۴) - اسلوونی (۷۴) - جزایر سلیمان (۲) - سومالی (۲) - آفریقای جنوبی (۱۲۷) - اسپانیا (۳۲۶) - سری‌لانکا (۱۸) - سودان (۳) - سورینام (۴) - سوازیلند (۶) - سوئد (۱۴۹) - سوئیس (۱۰۵) - سوریه (۸) - چین تایپه (۷۴) - تاجیکستان (۴) - تانزانیا (۴) - تایلند (۵۲) - توگو (۳) - تونگا (۳) - ترینیداد و توباگو (۱۹) - تونس (۴۷) - ترکیه (۵۷) - ترکمنستان (۸) - اوگاندا (۱۳) - اوکراین (۲۳۰) - امارات متحده عربی (۴) - ایالات متحده آمریکا (۵۸۶) - اروگوئه (۱۴) - ازبکستان (۷۰) - وانواتو (۳) - ونزوئلا (۵۰) - ویتنام (۷) - جزایر ویرجین (۹) - یمن (۲) - یوگسلاوی (۱۱۱) - زامبیا (۸) - زیمبابوه (۱۶) |

- ورزشکاران انفرادی المپیک (۴) (نماینده تیمور شرقی)

## جدول مدال‌ها
| رتبه | کشورها              | طلا | نقره | برنز | مجموع |
| ۱    | ایالات متحده آمریکا | ۳۷  | ۲۴   | ۳۲   | ۹۳    |
| ۲    | روسیه               | ۳۲  | ۲۸   | ۲۹   | ۸۹    |
| ۳    | چین                 | ۲۸  | ۱۶   | ۱۴   | ۵۸    |
| ۴    | استرالیا            | ۱۶  | ۲۵   | ۱۷   | ۵۸    |
| ۵    | آلمان               | ۱۳  | ۱۷   | ۲۶   | ۵۶    |
| ۶    | فرانسه              | ۱۳  | ۱۴   | ۱۱   | ۳۸    |
| ۷    | ایتالیا             | ۱۳  | ۸    | ۱۳   | ۳۴    |
| ۸    | هلند                | ۱۲  | ۹    | ۴    | ۲۵    |
| ۹    | کوبا                | ۱۱  | ۱۱   | ۷    | ۲۹    |
| ۱۰   | بریتانیای کبیر      | ۱۱  | ۱۰   | ۷    | ۲۸    |

   *   کشور میزبان (استرالیا)